# Leonid Govorov
Leonid Aleksandrovich Govorov (em russo: Леони́д Алекса́ндрович Го́воров; Butyrki, distrito de Yaransky, Província de Viatka, 22 de fevereiro de 1897 - Moscou, 19 de março de 1955) foi um comandante militar soviético, Marechal da União Soviética, Herói da União Soviética e Cavaleiro da Ordem da Vitória. Também foi acadêmico da Academia de Ciências da Artilharia.

## Biografia

### Infância e juventude
Leonid Aleksandrovich Govorov nasceu em 22 de fevereiro (10 no Calendário Juliano) de 1897, na vila de Butyrki, no distrito de Yaransky, Província de Viatka, em uma família camponesa russa. Seu pai, Aleksandr Grigoryevich Govorov (1869–1920), trabalhou como barqueiro, marinheiro em uma companhia de navegação pertencente aos mercadores Stakheev, e também como escriturário em uma escola técnica em Elabuga. Sua mãe, Maria Aleksandrovna Govorova (nascida Panfilova, 1867–1919), era dona de casa. Leonid era o filho mais velho entre quatro irmãos.
Depois Após concluir a escola de ofícios em Yaransk, Govorov ingressou no olégio técnico de Elabuga, que concluiu com excelência em 1916. No mesmo ano, foi admitido no curso de engenharia naval do Instituto Politécnico de 
Em dezembro de 1916, foi mobilizado para o Exército Imperial Russo e encaminhado para o Colégio de Artilharia Konstantinovsky. Após concluir o curso, em junho de 1917, foi promovido ao posto de subtenente e designado como oficial subalterno de uma bateria de morteiros em uma das unidades da guarnição de Tomsk.
Em março de 1918, foi desmobilizado e retornou à casa dos pais em Elabuga, onde passou a trabalhar em uma cooperativa.

### Guerra civil Russa
Em setembro de 1918, com a entrada das tropas do Exército Popular de Komuch em Elabuga, Leonid ingressou, junto com seu irmão mais novo Nikolai, então também com a patente de subtenente, nas fileiras da força. Foi designado para uma bateria de artilharia da 8.ª Divisão de Fuzileiros de Kama, que integrava o 2.º Corpo de Exército de Ufa e, a partir de março de 1919, passou a fazer parte do Exército Ocidental.
Mais tarde, nos questionários soviéticos, Govorov afirmava ter sido mobilizado. Participou da Ofensiva da Primavera promovida pelas forças do Front Oriental, sob comando do almirante Aleksandr Kolchak, enfrentando o Exército Vermelho em batalhas nos arredores de Ufa, Zlatoust, Cheliabinsk e ao longo do rio Tobol, em combate contra o 5.º Exército do Exército Vermelho.
Em 13 de julho de 1919, por ordem do comandante supremo, almirante Kolchak, Leonid e seu irmão Nikolai, que servia na mesma bateria, foram promovidos ao posto de segundo-tenente. A nomeação foi publicada em 27 de julho no jornal oficial do Ministério da Guerra do governo de Kolchak, Russkaia Armiya Em documentos e folhas de recomendação relativas à promoção dos irmãos, consta que ambos ingressaram voluntariamente no Exército Branco.
Em dezembro de 1919, no contexto do colapso geral e da retirada das tropas de Kolchak, Govorov, seu irmão e alguns soldados da sua bateria dirigiram-se a Tomsk. Lá, uniram-se a um destacamento de combate e participaram da insurreição contra as autoridades brancas, durante a qual Govorov atuou como assistente do comandante da unidade rebelde.
Em 22 de dezembro de 1919, Tomsk passou para o controle do Exército Vermelho. No mês seguinte, em janeiro de 1920, Govorov alistou-se como voluntário na 51.ª Divisão de Fuzileiros, comandada por Vasily Blyukher. Foi designado comandante de um grupo de artilharia da divisão.
Logo depois, toda a unidade foi transferida para a Frente Sul, onde, integrada ao grupo de ataque de Perekop do 6.ª Exército, sob o comando de Aleksandr Kork, participou dos combates contra as forças do general Pyotr Wrangel.
Durante a campanha de 1920, Govorov foi ferido duas vezes: em agosto, sofreu um ferimento por estilhaço na perna durante combates defensivos nas proximidades de Kakhovka, perto da aldeia de Serogozy; em setembro, foi atingido por um tiro no braço durante uma batalha nos arredores de Antonovka.
Pela bravura e coragem demonstradas nas batalhas contra o Exército de Wrangel, especialmente durante a operação de Perekop–Chongar, Leonid Aleksandrovich Govorov foi condecorado, em 1921, com a Ordem do Estandarte Vermelho.

### Período entre guerras

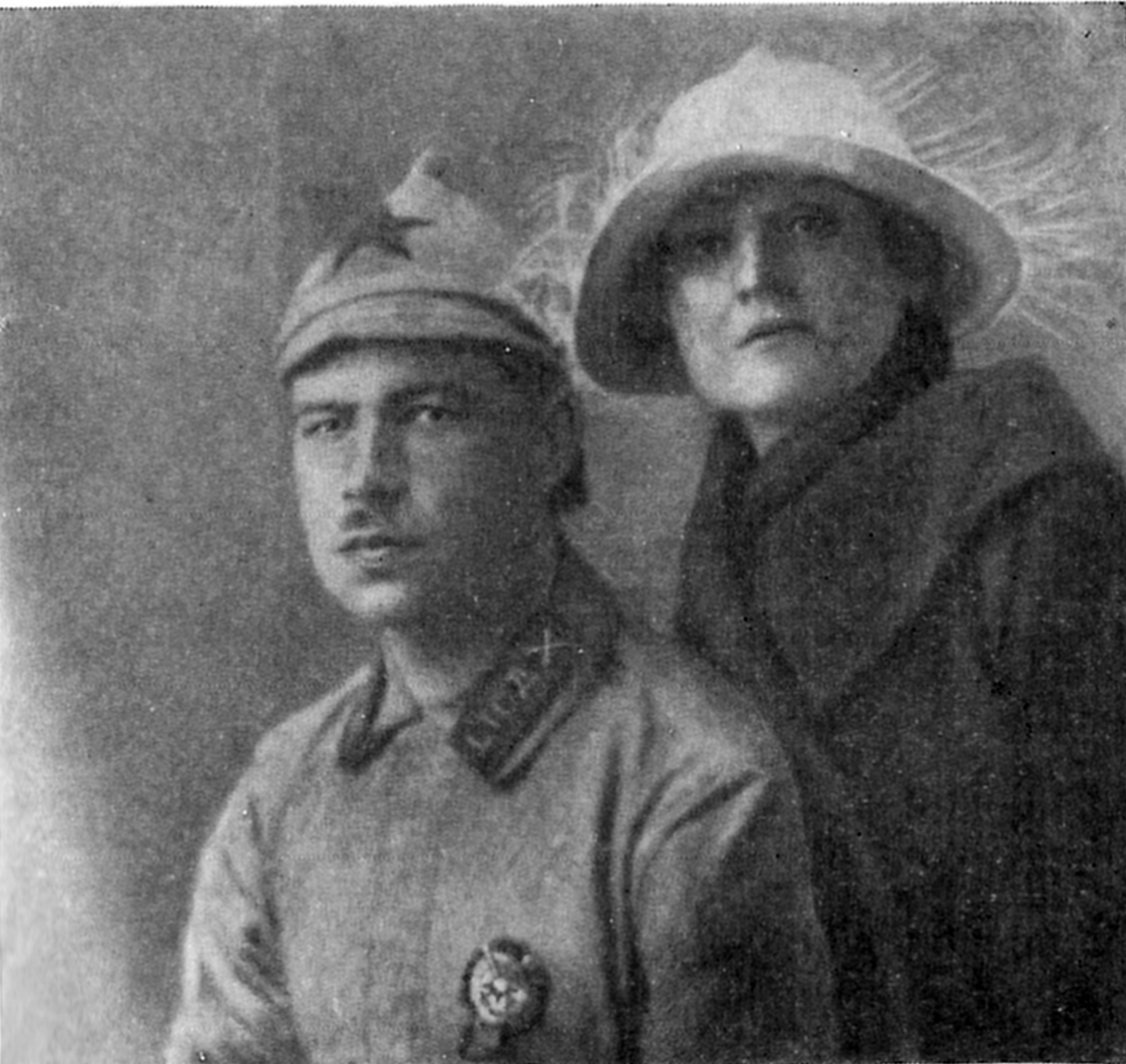
Govorov com sua esposa Lidiya, 1923

Em outubro de 1923, Govorov foi nomeado chefe de artilharia da 51.ª Divisão de Fuzileiros de Perekop (que passara a ser conhecida assim a partir de 14 de setembro de 1921). A partir de novembro de 1924, Govorov passou a servir como comandante do regimento de artilharia dessa mesma divisão. Os habitantes de Odessa, onde estava localizado o quartel-general da divisão, elegeram-no para o conselho municipal da cidade e seu Comitê Executivo.
Em maio de 1931, foi nomeado chefe de artilharia da área fortificada de Rybnitsa. A partir de julho de 1934, assumiu a função de chefe de artilharia dos 14.º e 15.º corpos de fuzileiros. De fevereiro a outubro de 1936, trabalhou como chefe de seção no Departamento de Artilharia do Distrito Militar de Kiev.
Govorov também se dedicava ativamente ao autoaperfeiçoamento. Em 1926, concluiu os Cursos de Aperfeiçoamento de Comando de Artilharia. Em 1930, completou os Cursos Acadêmicos Superiores na Academia Militar M. V. Frunze. Em 1933, terminou o curso completo dessa mesma academia, estudando no seu Departamento de Operações, mesmo realizando o curso de forma a distância. Ele também aprendeu alemão por conta própria e passou no exame para se tornar tradutor militar.
Em 5 de fevereiro de 1936, foi promovido ao posto de "Kombrig" (Comandante de Brigada). No mesmo ano de 1936, foi selecionado para o primeiro grupo de estudantes da Academia do Estado-Maior Geral do Exército Vermelho, onde frequentou o famoso "curso de marechais". Nesse curso, estudaram quatro futuros Marechais da União Soviética, seis generais do exército, oito coronéis-generais e um almirante.
Durante o período do Grande Terror, Govorov esteve sob forte suspeita por parte dos serviços de segurança soviéticos, devido a diversos fatores: seu passado como oficial do Exército Branco sob o comando de Kolchak, o serviço de seu irmão na mesma força, suspeitas de ligações com a chamada "Prompartiya" (um suposto grupo conspirador dentro da indústria soviética), além de uma denúncia de sabotagem em depósitos de artilharia no Distrito Militar de Kiev, apresentada em meados da década de 1930. Ele também foi acusado de manter vínculos com pessoas mais tarde rotuladas como “inimigos do povo”, como Ilya Garkavy, Semyon Turovsky, Boris Bobrov, Pyotr Grigoriev e Dmitry Kuchinsky. Ainda assim, por alguma razão, que muitos consideram um verdadeiro milagre, Govorov conseguiu escapar das repressões.
Em 1938, concluiu seus estudos na Academia do Estado-Maior antes do prazo previsto e foi nomeado professor de tática na Academia de Artilharia do Exército Vermelho Felix Dzerzhinsky. No ano seguinte, 1939, concluiu seu primeiro trabalho acadêmico, intitulado “Ataque e rompimento de uma zona fortificada”. Foi-lhe conferido o título de docente.
Em janeiro de 1940, durante a Guerra de Inverno contra a Finlândia, Govorov foi nomeado chefe do estado-maior da artilharia do 7.º Exército, que operava na região do istmo da Carélia. Por sua atuação no planejamento e execução do apoio de artilharia ao rompimento da Linha Mannerheim, foi condecorado com a Ordem da Estrela Vermelha. Em reconhecimento, recebeu antecipadamente a patente de “Komdiv” (Comandante de Divisão), em 21 de março de 1940. Pouco depois, no verão do mesmo ano, foi reclassificado como major-general de artilharia (em 4 de junho de 1940). Em março de 1940, assumiu o cargo de vice-inspetor-geral da artilharia na Direção Principal de Artilharia (GAU) do Exército Vermelho.

### 1941
Em maio de 1941, apenas um mês antes do início da invasão alemã, Govorov foi nomeado diretor da Academia de Artilharia do Exército Vermelho F. E. Dzerzhinsky.
A partir de 23 de julho de 1941, Govorov passou a atuar diretamente na frente de combate, assumindo o cargo de chefe da artilharia da Direção Estratégica Ocidental. Em 30 de julho, foi designado como chefe da artilharia da Frente de Reserva, posição em que desempenhou um papel ativo na criação de um sistema de defesa antitanque e na preparação da ofensiva de Yelnya.

### Batalha de Moscou
Entre 5 e 9 de outubro de 1941, participou da organização da Linha de Defesa de Mozhaisk, uma das últimas barreiras defensivas antes de Moscou. Em 9 de outubro, por ordem do Comando Supremo (Stavka), foi nomeado vice-comandante das tropas dessa formação militar. Três dias depois, em 12 de outubro, com a incorporação da Linha de Mozhaisk à estrutura organizacional da Frente Ocidental, Govorov foi transferido para o cargo de chefe da artilharia dessa frente.
No entanto, poucos dias depois, em 15 de outubro de 1941, em razão do ferimento do general Dmitry Lelyushenko, Govorov, por recomendação de Gueorgui Júkov, foi designado para assumir o comando do 5.º Exército de Armas Combinadas. A nomeação oficial foi assinada por Júkov em 18 de outubro. Naquele momento, o exército enfrentava intensos combates defensivos nos acessos à cidade de Mozhaisk.
Em 18 de outubro, as linhas defensivas da 32.ª Divisão de Fuzileiros foram rompidas, e começaram as tentativas do inimigo de avançar com tanques pela estrada de Mozhaisk e pela autoestrada de Minsk. Durante as comunicações com o comando da frente, Govorov conseguiu argumentar com sucesso contra a continuidade da defesa de Mozhaisk, demonstrando sua inutilidade estratégica naquele ponto. Ainda no mesmo dia, as forças do 5.º Exército recuaram e abandonaram Mozhaisk.
Aproveitando uma pausa de duas semanas nos combates, na primeira metade de novembro, as tropas do 5.º Exército reorganizaram suas posições nos arredores de Moscou, estabelecendo uma defesa profundamente escalonada, sustentada por fortes posições de artilharia e unidades móveis antitanque. Paralelamente, preparavam-se para o iminente contra-ataque.
Como reconhecimento pelo seu desempenho, Govorov foi promovido a tenente-general de artilharia em 9 de novembro de 1941, e no dia seguinte recebeu a Ordem de Lenin.
Em 1 de dezembro, durante uma ofensiva do 4.º Exército alemã sob o comando de von Kluge, o inimigo conseguiu romper a defesa do 5.º Exército na junção com o 33.º Exército, avançando cerca de 10 quilômetros e alcançando a região da vila de Akulovo. Govorov, presente no setor de combate, assumiu pessoalmente a coordenação das ações defensivas. Até o dia 4 de dezembro, o avanço alemão foi contido.
No dia 6 de dezembro, teve início a Operação Klin-Solnechnogorsk das forças do flanco direito da Frente Ocidental. A partir da segunda semana de dezembro, as unidades do flanco direito da 5ª Exército participaram ativamente da ofensiva. Em 11 de dezembro, o exército iniciou um avanço generalizado.
Em 2 de janeiro de 1942, por sua contribuição decisiva no contra-ataque de dezembro nos arredores de Moscou, Govorov foi agraciado com a segunda Ordem de Lenin.

Ao camarada tenente-general Govorov foi confiado o comando das tropas do 5.º Exército em 18 de outubro de 1941. Conduziu com sucesso as operações defensivas de Mozhaisk e Zvenigorod. Está realizando bem as ações ofensivas voltadas à destruição do agrupamento Mozhaisk-Gzhatsk do inimigo.

Do ponto de vista operacional e tático, está bem preparado. Sua principal deficiência é uma certa dispersão das forças ao longo da linha de frente e a falta de prática em concentrar um ‘punho’ para uma ação de choque... O camarada Govorov é determinado, exigente, enérgico, corajoso e um comandante de tropas organizado.— Avaliação de combate do comandante do 5.º Exército, tenente-general de artilharia Leonid Govorov; assinada pelo comandante das tropas da Frente Ocidental, general do exército Gueorgui Júkov, e pelo membro do Conselho Militar da frente, Ivan Khokhlov, em 28 de janeiro de 1942.
Em abril, Govorov foi hospitalizado devido a um ataque agudo de apendicite, e o comando do 5.º Exército foi transferido para Ivan Fedyuninsky.
Em 21 de abril, devido ao fracasso da Operação de Liuban, a Frente de Volkhov foi dissolvida. Em seu lugar, foi formada a Agrupação Volkhov de Tropas da Frente de Leningrado. A partir de 25 de abril, Govorov assumiu o comando do Grupo de Tropas de Leningrado, que incluía o 23.º, 42.º e 55.º exércitos, além dos grupos operacionais Primorsky e Nevskiy.
Desde o início de sua atuação, Govorov concentrou esforços em aumentar a eficácia da luta contrabateria. Criou o Corpo de Artilharia de Contra-Bateria de Leningrado, incorporando inclusive a artilharia da Frota do Báltico. Obteve junto ao Stavka (Alto Comando Supremo) a autorização para enviar duas esquadrilhas de aviação de reconhecimento e correção de tiro para Leningrado.
Trabalhou ativamente no fortalecimento do perímetro externo de defesa: estabeleceu cinco zonas fortificadas nos arredores da cidade, equipadas com batalhões independentes de metralhadoras e artilharia. Implementou uma rede contínua de trincheiras em tamanho real ao longo de toda a linha de frente. Criou ainda uma reserva de forças para o front.
Toda a área dentro do cerco foi dividida em sete setores defensivos, cada um deles com unidades atribuídas e um sistema de fogo bem estruturado. A cidade inteira foi transformada em uma gigantesca zona fortificada, com capacidade para movimentar tropas e equipamentos em segredo diante do inimigo.
Em 8 de junho, após a desastrosa derrota do 2.º Exército de Choque, a Frente de Volkhov foi restaurada, e M. S. Khosin foi removido do comando do Front de Leningrado. Leonid Govorov foi então nomeado como novo comandante. Em julho, foi aceito como membro do Partido Comunista, mesmo sem passar pelo período tradicional de estágio como candidato.

### Quebra do cerco de Leningrado
No verão de 1942, Govorov organizou a preparação das forças do front, o Grupo Operacional do Neva e o 55.º Exército, para a participação na Ofensiva de Sinyavino. O objetivo da operação era romper o cerco terrestre a Leningrado e impedir a execução da operação “Aurora Boreal” (em alemão, Nordlicht), planejada pelo Grupo de Exércitos Norte da Wehrmacht. No fim de setembro, ficou claro que as forças soviéticas não tinham capacidade suficiente para cumprir a missão de romper o cerco. Em 1 de outubro, o comando da Frente de Leningrado recebeu a ordem do Stavka para recuar às posições iniciais, o Grupo Operacional do Neva, no entanto, manteve o controle da Cabeça de Ponte de Neva.
No final de outubro, Govorov iniciou o planejamento de uma nova operação. A partir de 25 de novembro, começou a preparação das tropas para as próximas ações de combate. Em 2 de dezembro, o Stavka aprovou o plano da operação, que recebeu o nome de “Iskra” (em português, “Faísca”). Seu objetivo era lançar ataques convergentes pelas frentes de Leningrado e Volkhov para cortar a posição inimiga na saliência de Sinyavino, unir-se ao sul do Lago Ladoga e romper o cerco a Leningrado.
Em 12 de janeiro de 1943, começou a ofensiva conjunta das Frentes de Leningrado e Volkhov. Em 18 de janeiro, as tropas soviéticas conseguiram se unir, rompendo o cerco. Em 15 de janeiro, Govorov foi promovido a coronel-general. Em 27 de fevereiro, a ofensiva foi interrompida, e o comando dos frontes passou à elaboração de um novo plano de ataque. Pelo sucesso na operação que rompeu o bloqueio de Leningrado, Govorov recebeu, em 28 de janeiro, a Ordem de Suvorov de 1ª classe. Nos meses de julho e agosto, o 67.º Exército da Frente de Leningrado participou da Ofensiva de Mga.
O objetivo da operação era frustrar os planos do comando do Grupo de Exércitos Norte de restabelecer o cerco a Leningrado. Em setembro, o Stavka recebeu o plano da operação estratégica Leningrado-Novgorod, elaborado com participação ativa de Govorov. Esse plano previa que as tropas da Frente de Leningrado realizassem o levantamento completo do cerco e libertassem os territórios da região de Leningrado ainda ocupados pelas forças inimigas.
Em 17 de novembro, no auge dos preparativos para a operação, Govorov foi promovido ao posto de general do exército.
Em 14 de janeiro de 1944, teve início a ofensiva da Frente de Leningrado como parte da operação Leningrado-Novgorod. Durante o avanço, as tropas soviéticas romperam as defesas profundamente escalonadas do inimigo, destruíram o agrupamento Petergof-Strelna e, até 27 de janeiro, haviam empurrado as forças alemãs de volta entre 65 e 100 quilômetros da cidade. Naquele mesmo dia, foi realizado um grande espetáculo de fogos de artifício em Leningrado para celebrar o levantamento definitivo do cerco. A ordem para o evento foi dada por Leonid Govorov, por delegação direta de Stalin.
Desenvolvendo a ofensiva, as tropas da Frente de Leningrado sob o comando do general do exército Govorov avançaram cerca de 100 a 120 km, alcançando o rio Narva e conquistando uma cabeça de ponte na margem ocidental do rio. Pelo sucesso na operação de rompimento do cerco a Leningrado, Govorov foi condecorado em 21 de fevereiro com sua segunda Ordem de Suvorov de 1ª classe.
Até 1 de março de 1944, as tropas da Frente de Leningrado haviam avançado de 220 a 280 km rumo ao oeste. Durante essa ofensiva, três divisões inimigas foram completamente destruídas e 23 outras foram desorganizadas, além de quase toda o Oblast de Leningrado e parte do Oblast de Kalinin terem sido libertadas.

### A captura de Vyborg
Em 10 de junho, a Frente de Leningrado, juntamente com a Frente da Carélia, a Frota do Báltico, as flotilhas dos lagos Ladoga e Onega, iniciou a Operação Vyborg-Petrozavodsk com o objetivo de forçar a saída da Finlândia da guerra.
A operação foi iniciada pelas tropas da Frente de Leningrado (21.º e 23.º Exércitos, totalizando mais de 150 mil soldados) e, posteriormente, em julho de 1944, a Frente da Carélia (32.º e 7.º Exércitos) entrou em ação. Govorov realizou com antecedência uma grande manobra de distração, simulando um ataque iminente contra Narva. Enquanto isso, a Frota Vermelha do Báltico efetuou, em segredo, a transferência de unidades do 21.º Exército da região de Oranienbaum para a região do istmo da Carélia, surpreendendo completamente o inimigo.
Antes da ofensiva propriamente dita, foi realizada uma intensa preparação com ataques aéreos e uma barragem de artilharia de 10 horas. Foram utilizados 500 canhões por cada quilômetro de frente, pegando os finlandeses completamente de surpresa.
Em apenas dez dias de combates, as tropas da Frente de Leningrado romperam três linhas de defesa restauradas pelos finlandeses entre 1941 e 1944, a chamada "Linha Mannerheim", nos dias 11, 17 e 19 de junho. O ritmo do avanço foi extremamente rápido, atingindo de 10 a 12 quilômetros por dia. Em uma diretriz emitida em 11 de junho de 1944, o Stavka reconheceu o progresso bem-sucedido da ofensiva e ordenou que as tropas da Frente de Leningrado tomassem a cidade de Vyborg entre os dias 18 e 20 de junho.
Pelos sucessos alcançados, em 18 de junho Govorov foi promovido ao posto de Marechal da União Soviética. Em 20 de junho, durante combates intensos, o 21.º Exército da Frente de Leningrado tomou os arredores meridionais e o centro da cidade de Vyborg.
Após a captura da cidade, o Stavka ajustou os objetivos da operação. Em uma nova diretriz datada de 21 de junho, determinava-se que a Frente deveria, entre 26 e 28 de junho, limpar o istmo da Carélia das forças inimigas ao nordeste do rio Vuoksa e do lago Vuoksa. Cumprindo a ordem, as tropas soviéticas continuaram a ofensiva. O comando finlandês, ciente da ameaça iminente, começou a enviar reforços às pressas. Por isso, na primeira década de julho, o avanço do 21.º Exército foi limitado a apenas 10–12 km. A essa altura, o 23.º Exército havia cruzado o rio Vuoksa e estabelecido uma pequena cabeça de ponte na margem norte.
Entre 4 e 6 de julho, em estreita coordenação com a Frota Vermelha do Báltico, as forças soviéticas capturaram as principais ilhas da Baía de Vyborg por meio de desembarques navais e iniciaram os preparativos para um desembarque no litoral norte do golfo, na retaguarda das tropas finlandesas.
Enquanto isso, a resistência inimiga no istmo da Carélia aumentava consideravelmente. Até meados de julho, cerca de três quartos de todo o exército finlandês, aproximadamente 60 mil soldados, estavam concentrados nessa região. Suas tropas ocupavam uma linha defensiva que, em 90% de sua extensão, passava por obstáculos aquáticos com larguras variando entre 300 metros e 3 quilômetros. Essa geografia favoreceu a criação de uma defesa robusta. Continuar a ofensiva soviética nessas condições poderia acarretar perdas injustificáveis. Por isso, o Stavka ordenou que, a partir de 12 de julho de 1944, a Frente de Leningrado assumisse uma postura defensiva nas posições alcançadas.
Durante Durante mais de um mês de combates ofensivos, as tropas da Frente de Leningrado forçaram o inimigo a transferir forças substanciais da Carélia do Sul para o istmo da Carélia. Essa movimentação alterou o equilíbrio de forças em favor do Frente da Carélia, criando condições favoráveis para o sucesso da sua ofensiva.
Como resultado, as tropas do Frente da Carélia alcançaram, em 9 de agosto, a linha Kúdamguba–Kuolisma–Pitkäranta, encerrando assim a Operação Ofensiva Vyborg–Petrozavodsk. Pouco depois, em 4 de setembro, o governo da Finlândia chegou a um acordo com o governo soviético para encerrar as hostilidades. Em cumprimento a esse acordo, às 8h do dia 5 de setembro, as Frentes de Leningrado e da Carélia cessaram todas as operações militares contra as forças finlandesas, por ordem do Alto Comando Supremo.

### Libertação dos Países Bálticos
De 24 de julho a 24 de novembro, as tropas da Frente de Leningrado, conduzindo as operações ofensivas de Narva, Tallinn e a operação de desembarque em Moonsund, todas desenvolvidas sob a direção de Govorov, derrotaram o grupo operacional alemão Narva e expulsaram as forças inimigas do território da Estônia. A partir de 1 de outubro, por ordem do Stavka, além de comandar sua própria frente, Govorov passou a coordenar também as ações das 2ª e 3ª Frentes Bálticas durante a Operação de Riga. Após a libertação de Riga em 16 de outubro, a 3ª Frente Báltica foi dissolvido, e as 1ª e 2ª Frentes Bálticas iniciaram o cerco ao agrupamento alemão na região da Curlândia.
Pelo Por decreto do Presidium do Soviete Supremo da URSS, em 27 de janeiro de 1945, o Marechal da União Soviética Govorov foi condecorado com o título de Herói da União Soviética, recebendo a Ordem de Lenin e a medalha “Estrela de Ouro” (nº 5370).
Desde o início de fevereiro, passou a exercer simultaneamente a função de comandante da 2ª Frente Báltica. Em 1 de abril, esse frente foi dissolvido, e todas as suas unidades incorporadas à Frente de Leningrado. Govorov dirigiu então as operações dos frentes soviéticos contra o agrupamento alemão encurralado na Curlândia. Em 8 de maio, o comando do grupo de exércitos Curlândia aceitou os termos do ultimato soviético e capitulou.

### Período pós-guerra

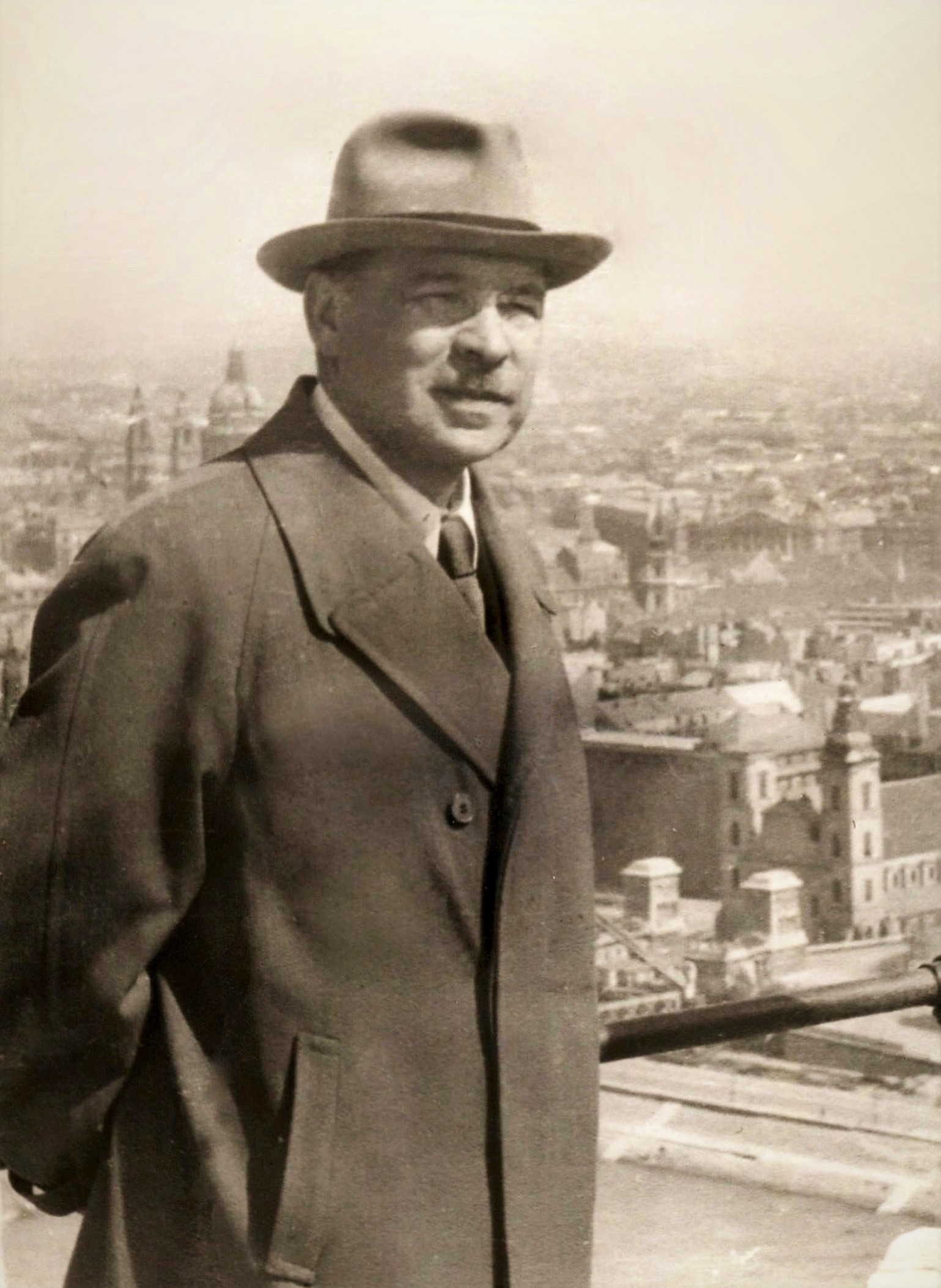
Govorov de férias em Budapeste. Outono de 1945

Por decreto do Presidium do Soviete Supremo da URSS, datado de 31 de maio de 1945, Govorov foi condecorado com a Ordem da Vitória, por seu papel decisivo na derrota das tropas alemãs em Leningrado e nos Países Bálticos.
Em 9 de julho de 1945, foi nomeado comandante das tropas do Distrito Militar de Leningrado, formado com base na antiga Frente de Leningrado. A partir de abril de 1946, passou a exercer a função de inspetor-geral das Tropas Terrestres. Em janeiro de 1947, assumiu o cargo de inspetor-geral das Forças Armadas da URSS, e a partir de 7 de julho de 1948, acumulou essa função com o comando das Forças de Defesa Aérea do país (a partir de março de 1950, também servindo como vice-ministro da Defesa da URSS).
Em 1947, Govorov presidiu uma comissão encarregada de desenvolver propostas para o futuro da defesa antiaérea da URSS. Sob sua liderança, foi realizada uma reorganização estrutural da administração das tropas de PVO (Defesa Antiaérea), que incluiu a eliminação de distritos, exércitos e corpos da PVO, substituídos por regiões de defesa antiaérea com status de agrupamentos operacionais de forças combinadas. Também foram introduzidos nas unidades da PVO sistemas de mísseis antiaéreos, caças a jato e modernos radares.
Em janeiro de 1948, Govorov presidiu o Tribunal de Honra do Ministério das Forças Armadas da URSS no caso de um grupo de almirantes, Nikolai Kuznetsov, Lev Galler, Vladimir Alafuzov e Gueorgui Stepanov. Eles foram acusados de, entre 1942 e 1944, terem entregue ao Reino Unido e aos EUA, sem autorização do governo soviético, uma grande quantidade de documentos técnicos secretos e cartas náuticas. O Tribunal de Honra os considerou culpados e recomendou ao Conselho de Ministros da URSS que encaminhasse o caso ao Colégio Militar da Suprema Corte. Em fevereiro de 1948, o Colégio Militar declarou os almirantes culpados e condenou Galler, Alafuzov e Stepanov a penas de prisão. Em 1953, todos os condenados foram reabilitados.
No XIX Congresso do Partido Comunista da União Soviética, em outubro de 1952, Govorov foi eleito membro suplente do Comitê Central do partido.
A partir de abril de 1953, ocupou o cargo de Inspetor-Geral do Ministério da Defesa da URSS. Em maio de 1954, tornou-se o primeiro Comandante-em-Chefe das Tropas de Defesa Antiaérea da URSS e vice-ministro da Defesa.
Desde a Grande Guerra Patriótica, Govorov sofria de hipertensão arterial, agravada por estresse constante. Em julho de 1954, teve um grave episódio de angina de peito, que evoluiu para infarto do miocárdio. Em 2 de março de 1955, sofreu um terceiro infarto. Faleceu na madrugada de 19 de março de 1955, no sanatório de Barvikha, nos arredores de Moscou. Após sua morte, foi cremado e a urna com suas cinzas foi sepultada na Muralha do Kremlin, na Praça Vermelha de Moscou.

## Família
- Os irmãos de Leonid Govorov — Nikolai, Mikhail e Vladimir também foram comandantes no Exército Vermelho.
  - Nikolai concluiu o ginásio real em 1918 e, junto com Leonid, combateu nas fileiras do Exército Branco, do qual desertaram. Posteriormente serviu no Exército Vermelho, sendo desmobilizado por motivos de saúde.
  - Mikhail lutou contra os basmachis (rebeldes na Ásia Central) e faleceu subitamente de tifo em 1932.
  - Vladimir também serviu no Exército Vermelho, mas em 1941 foi preso e condenado a 10 anos de prisão em campos de trabalho. Em 1943, graças a uma petição pessoal de Leonid a Stalin, ele foi libertado.
- Foi casado com Lidiya Ivanovna (1903-1983) de 1923 até o fim dos seus dias.
- Filhos, netos e bisnetos:
  - Vladimir Leonidovich Govorov (1924–2006) — general de exército, Herói da União Soviética, presidente do Comitê Russo de Veteranos de Guerra e Serviço Militar. Foi casado com Liudmila, filha do marechal-chefe da artilharia Mitrofan Nedelin.
    - Leonid Vladimirovich (nascido em 1952) — militar e político russo.
      - Maria Leonidovna.
      - Ludmila Leonidovna.

  - Sergei Leonidovich (1944-2013) ─ coronel aposentado.
    - Alexei Sergeevich Govorov (nascido em 1971).
      - Pavel Alekseevich

Todos os falecidos da família foram sepultados no Cemitério Novodevichy, em Moscou — com exceção do próprio Marechal Govorov, cujo túmulo está na Muralha do Kremlin.

## Posições militares
- Subtenente — 1917
- Segundo-tenente — 13 de julho de 1919
- Kombrig — 5 de fevereiro de 1936
- Komdiv (comandante de divisão) — 21 de março de 1940
- Major-general de artilharia — 4 de junho de 1940
- Tenente-general de artilharia — 9 de novembro de 1941
- Coronel-general — 15 de janeiro de 1943
- General do exército — 17 de novembro de 1943

- Marechal da União Soviética — 18 de junho de 1944

## Prêmios

### URSS
- Herói da União Soviética (27/01/1945)
- Cinco Ordens de Lenin (10/11/1941, 02/01/1942, 27/01/1945, 21/02/1945, 21/02/1947)
- Ordem da Vitória (nº 13 — 31/05/1945)
- Três Ordens do Estandarte Vermelho (1921, 03/11/1944, 15/11/1950)
- Duas Ordens de Suvorov de 1ª classe (28/01/1943, 21/02/1944)
- Ordem de Kutuzov de 1ª classe (29/07/1944)
- Ordem da Estrela Vermelha (15/01/1940)
- Medalha do Jubileu de 20 anos do Exército Vermelho de Operários e Camponeses (22/02/1938)
- Medalha “Pela Defesa de Leningrado”
- Medalha “Pela Defesa de Moscou”
- Medalha “Pela Vitória sobre a Alemanha na Grande Guerra Patriótica 1941-1945”
- Medalha Comemorativa do 800.º Aniversário de Moscou
- Medalha do Jubileu de 30 anos do Exército e Marinha Soviéticas

### Prêmios estrangeiros
- Ordem da República (03/03/1942, República Popular da Tuva)
- Ordem da Legião de Honra (França)
- Ordem Legião do Mérito, grau de “Comandante Chefe” (Estados Unidos)[13]
- Cruz de Guerra 1939-1945 (França)

## Memória
Em homenagem a Govorov, diversas ruas e travessas receberam seu nome em várias cidades da Rússia e de outros países, incluindo:

#### Na Rússia:
- Moscou (Rua Govorova), São Petersburgo, Krasnoiarsk, Irkutsk, Tomsk, Kirov, Rostov-do-Don, Odintsovo, Mozhaisk, Ruza, Elabuga, Sovetsk (Oblast de Kirov), Balashikha, Gryazi, Nizhnyaya Tura, Novoshakhtinsk, Revda, Salsk, Sochi.

#### Na Ucrânia:
- Kiev, Odessa, Donetsk, Kremenchugk.

#### No Cazaquistão:
- Taraz, Ust-Kamenogorsk.

No Tajiquistão:
- Dushanbe.

Em 1955, o nome do marechal Govorov foi atribuído à Academia Militar de Engenharia e Radiotécnica de Defesa Antiaérea (anteriormente conhecida como Academia Radiotécnica de Artilharia), localizada em Carquive, instituição que existiu até 1993.
O nome de Govorov também foi dado à Escola Superior de Defesa Antiaérea de Yaroslavl.
Em São Petersburgo foram instalados:
- Um monumento na Praça Stachek (inaugurado em 1999);
- Duas placas comemorativas: uma na rua Kronverkskaya, nº 29, e outra na rua Marechal Govorov, nº 2;
- Um busto localizado na escola "Baltika-College", que também leva o nome de Govorov [14] (rua Mayakovsky, 37V).[15][16]

Além disso, há uma praça com seu nome na interseção da Avenida Moscou e do canal Fontanka. Próximo ao local foi erguido um marco memorial com a inscrição “Praça do Marechal L. A. Govorov”.
Em Elabuga há um busto-monumento na Praça da Memória (inaugurado em 2000) e uma placa comemorativa no edifício da antiga escola técnica (rua Naberezhnaia, nº 19).
Em Kirov, no Parque da Vitória, foi instalado um busto em homenagem à Govorov. A inauguração ocorreu em 7 de maio de 2015.
Em outubro de 2021, uma placa memorial foi instalada no edifício do quartel-general do 5.º Exército de Armas Combinadas, na cidade de Ussuriysk.
Decreto do Governador de São Petersburgo
Nº 63-р de 23 de janeiro de 1998 (com alterações em 24 de março de 1999, nº 314-р)
"Sobre a construção de um monumento ao Marechal L. A. Govorov em São Petersburgo":
Em comemoração ao centenário do nascimento do ilustre comandante militar Marechal L. A. Govorov e com o objetivo de perpetuar sua memória, foi decidido:
1. Instalar um monumento ao marechal L. A. Govorov na Praça Stachek, em São Petersburgo.
2. Determinar que o responsável pela execução das obras relacionadas à instalação do monumento seja a Administração Territorial do Distrito Kirovsky da cidade.
3. Notas complementares:
  1. O projeto e execução do monumento foram confiados ao ateliê de arquitetura criativa de E. F. Shapovalova, pertencente à União dos Arquitetos da Rússia em São Petersburgo.
  2. O financiamento da obra foi garantido por fundos da comunidade, angariados pela empresa pública “Centro Municipal de Publicidade”.
  3. O Comitê de Planejamento Urbano e Arquitetura foi encarregado de emitir a documentação necessária para o projeto e construção.
  4. O controle sobre o cumprimento do decreto foi atribuído ao presidente do Comitê de Planejamento Urbano e Arquitetura, O. A. Kharchenko.

— governador de São Petersburgo, V. A. Yakovlev
Em Moscou, São Petersburgo e Elabuga, escolas foram nomeadas em homenagem ao Marechal Govorov.
Em 1981, Govorov foi homenageado postumamente com o título de Cidadão Honorário da cidade de Mozhaisk.

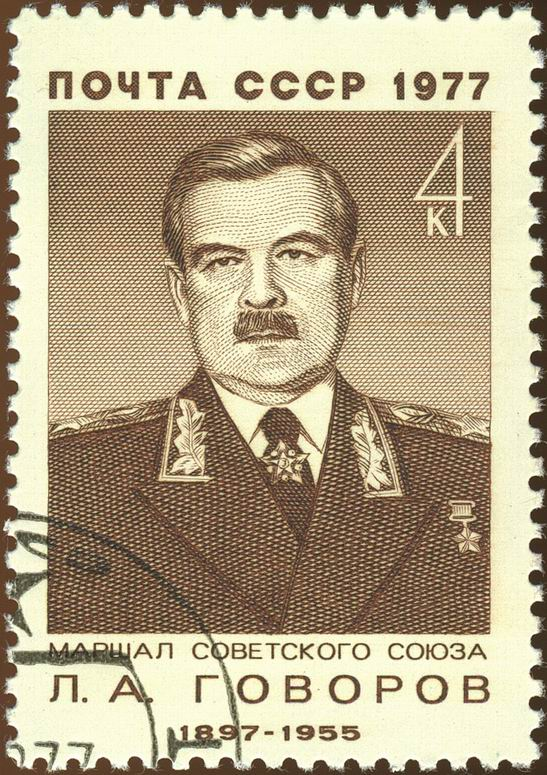
Govorov em selo postal da URSS de 1977
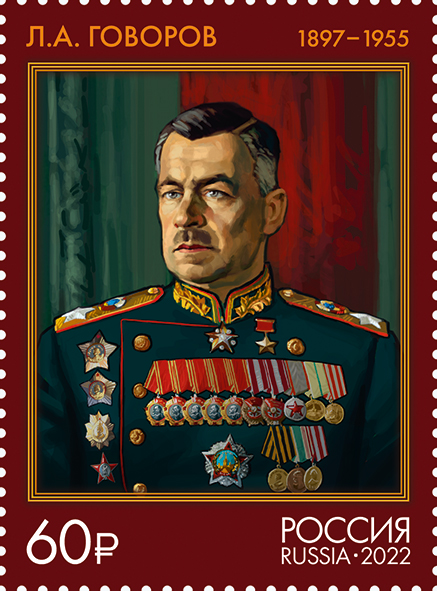
Govorov em selo postal da Rússia de 2022
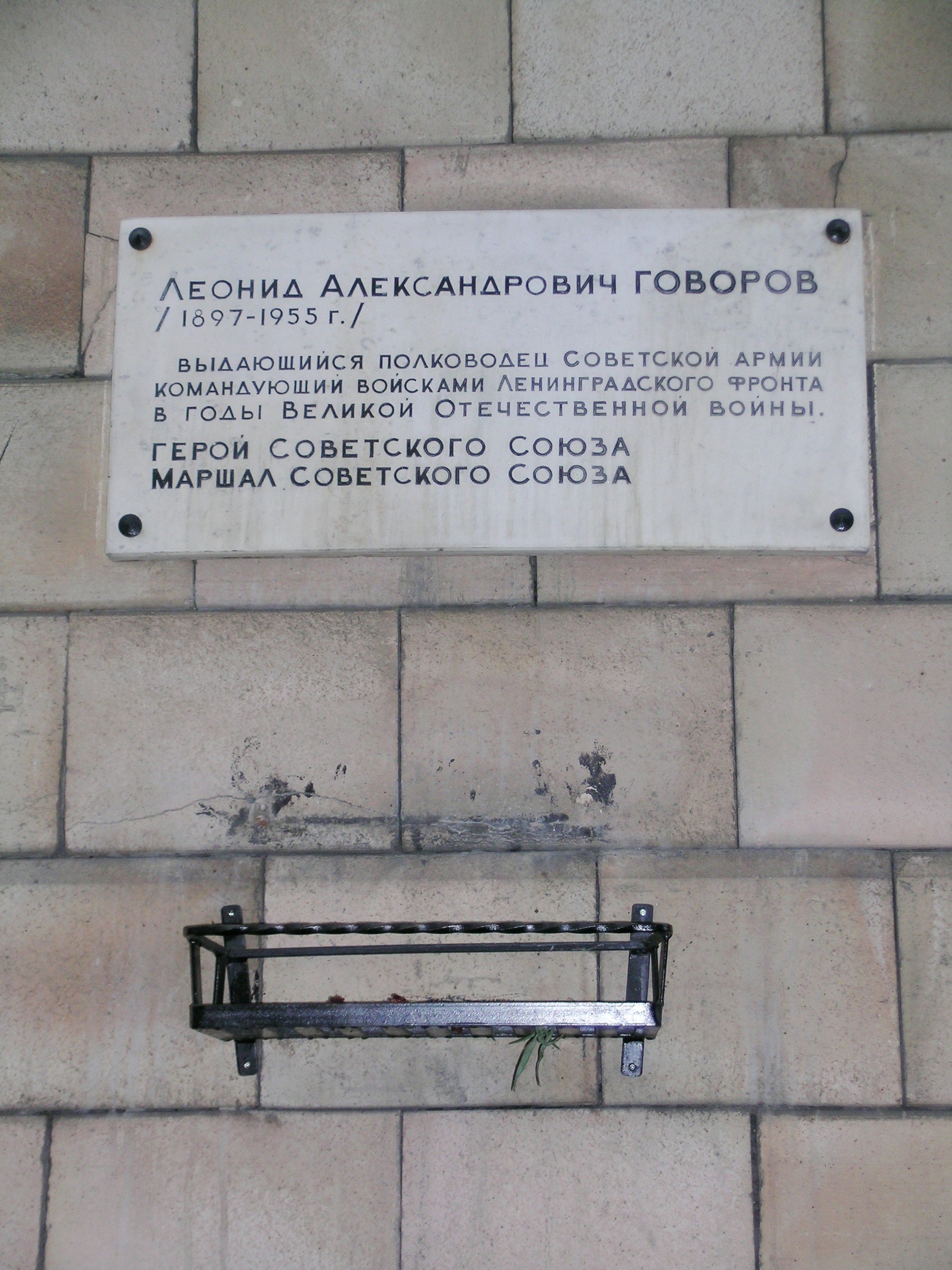
Placa comemorativa na rua Marechal Govorov em São Petersburgo
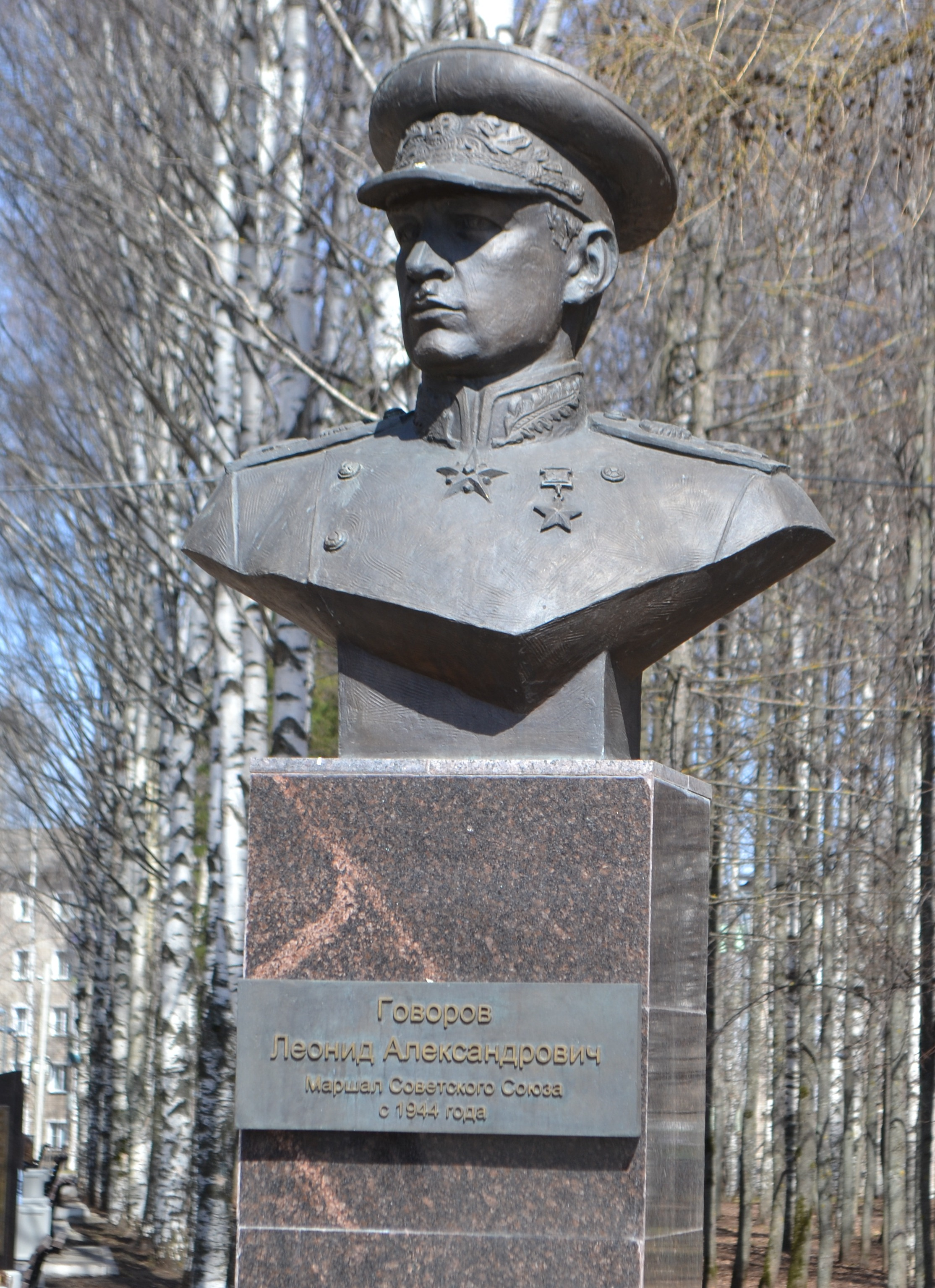
Busto em Kirov (2019)
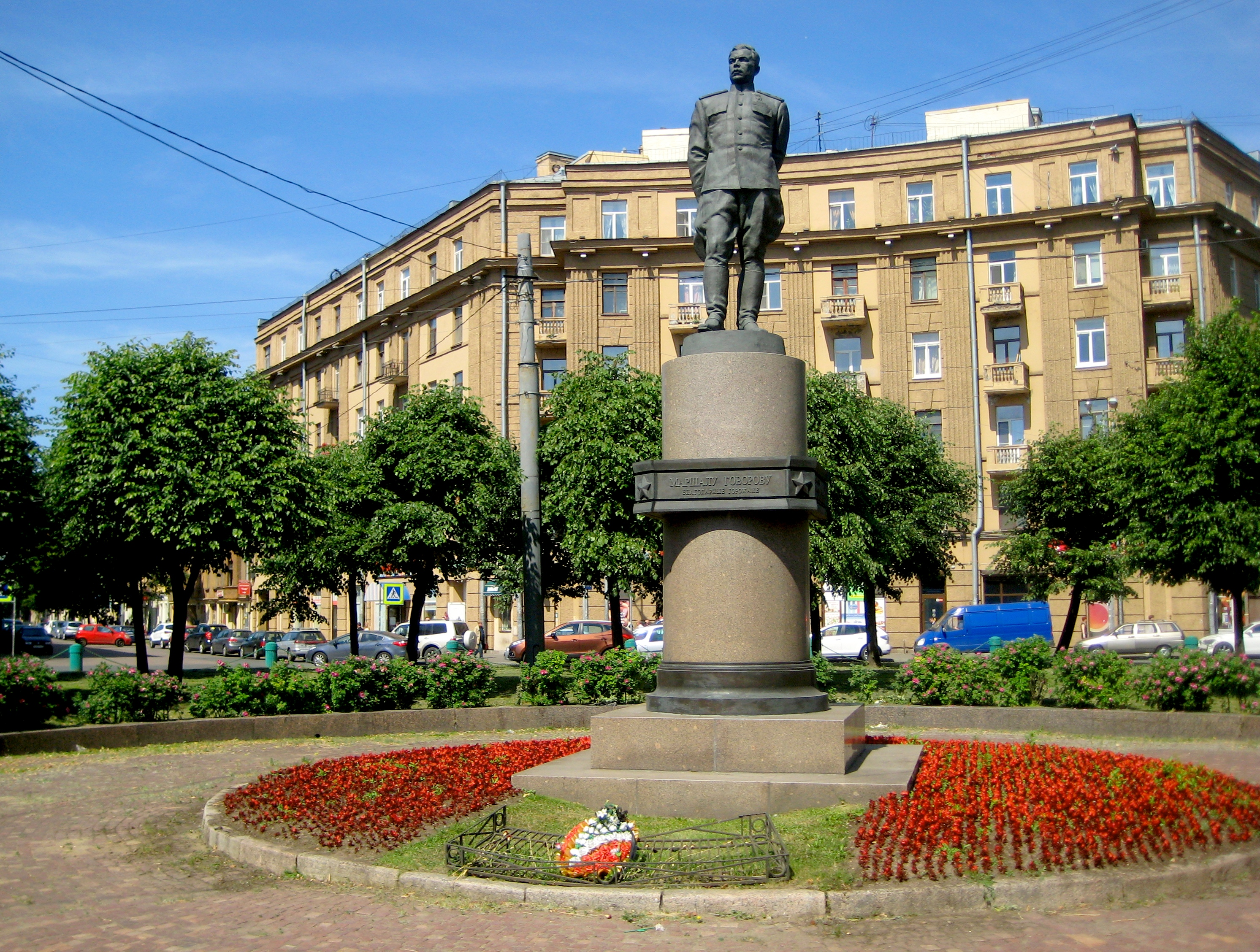
Monumento em São Petersburgo na praça. Stachek
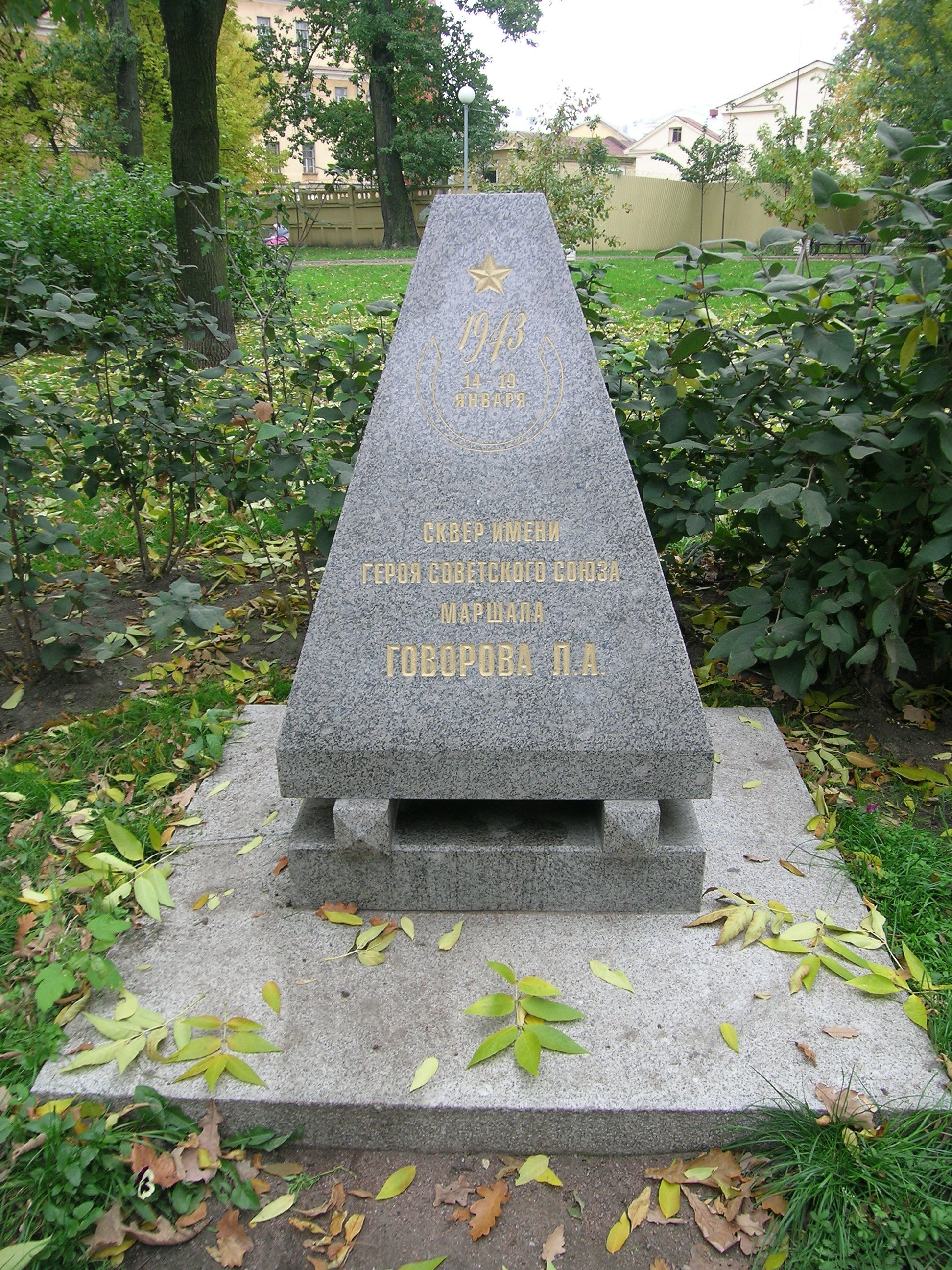
1943, de 14 a 19 de janeiro. Praça em homenagem ao Herói da União Soviética Marechal L. A. Govorov
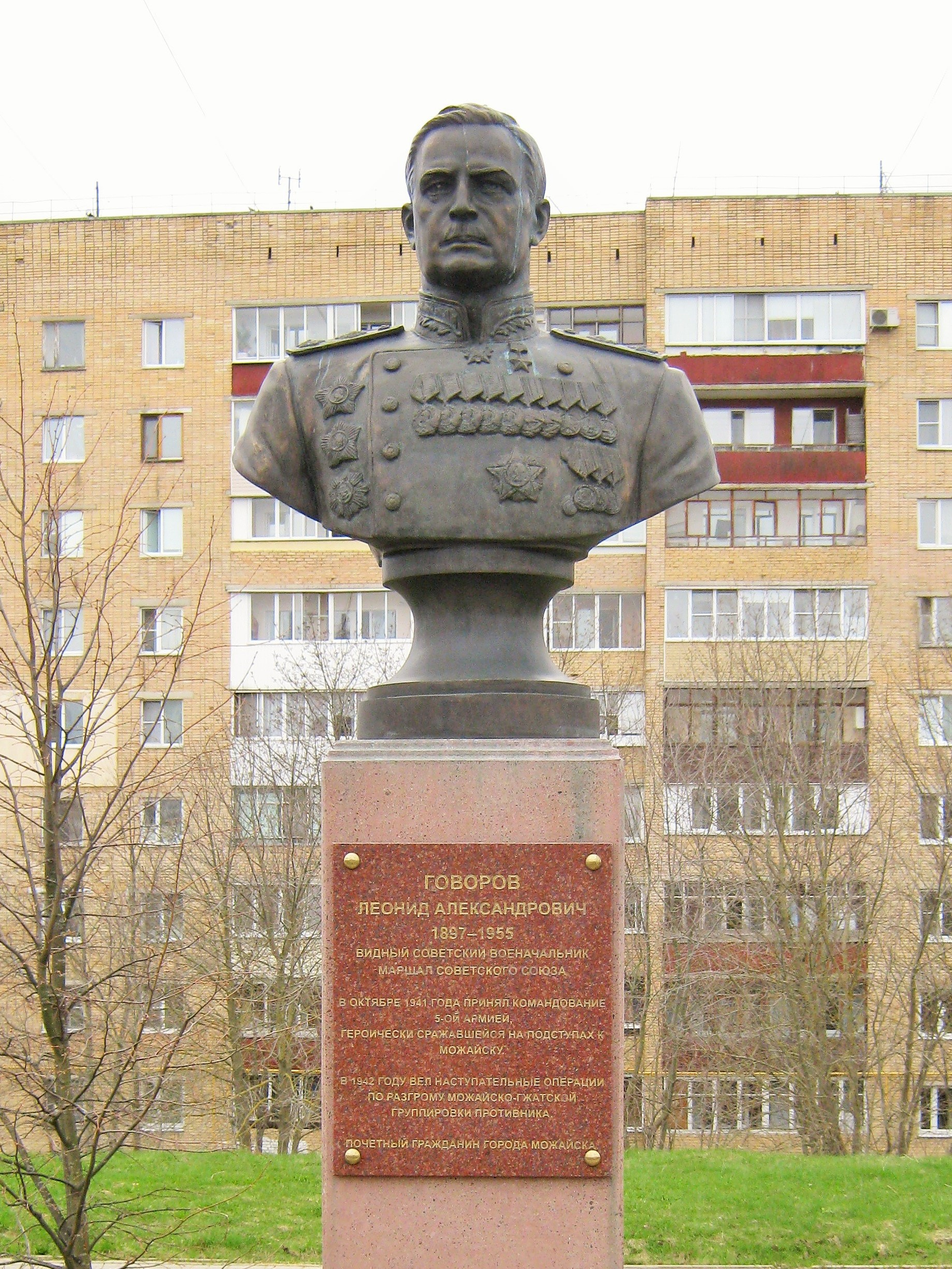
Busto no Beco dos Heróis em Mozhaisk

## Na cultura
- "Bloqueio" (1973–1977) — interpretado por Alexei Presnetsov
- "Marechal da Revolução" (1978) — interpretado por Vladimir Nikitin
- "A Sétima Sinfonia" (2021) — interpretado por Evgeniy Dyatlov